# Biemna rhadia
Biemna rhadia är en svampdjursart som beskrevs av de Laubenfels 1930. Biemna rhadia ingår i släktet Biemna och familjen Desmacellidae. Inga underarter finns listade i Catalogue of Life.